# Edelfrid Buggel
Edelfrid Buggel (* 22. Mai 1928; † 30. April 2000) war ein deutscher Sportwissenschaftler und Hochschullehrer.

## Leben
Buggel studierte an der Deutschen Hochschule für Körperkultur (DHfK) in Leipzig und legte 1957 seine Doktorarbeit vor. Diese trug den Titel: „Die Entwicklung der Geländetüchtigkeit - Aufgabe der touristischen Wanderungen bei der Erhöhung der Verteidigungsbefähigung der Grundschüler: ein Beitrag zur Systematik sowie zur inhaltlichen und methodischen Gestaltung touristischer Wanderungen mit elf- bis zwölfjährigen Jungen“. 1965 wurde Buggels Habilitationsschrift mit dem Titel „Die Urlaubsfreizeit und ihr Beziehungsgefüge im Lebensvollzug erwachsener Menschen: eine soziologisch-pädagogische Studie über die aktive körperlich-kulturelle Erholung im Urlaub als Beitrag zur Theorie der Körperkultur“ angenommen.
An der DHfK war er von 1967 bis 1990 als Honorarprofessor für Freizeit- und Erholungssport tätig, dort leitete er die Abteilung Volkssportforschung und war Prorektor für Forschung. Darüber hinaus war Buggel Vizepräsident des Deutschen Turn- und Sportbundes (DTSB), Vizepräsident des Verbandes für Wandern, Bergsteigen und Orientierungslauf (DWBO) sowie stellvertretender Staatssekretär für Wissenschaft und Forschung im Staatssekretariat für Körperkultur und Sport beim Ministerrat der Deutschen Demokratischen Republik. Im von Klaus Latzel und Lutz Niethammer 2008 herausgegebenen Buch „Hormone und Hochleistung: Doping in Ost und West“ wurde Buggel im Kapitel „DDR-Zwangsdoping und Folge-Schäden - Rückkopplungseffekte vs. Systemeffektivität“ vorgeworfen, in seiner Funktion als stellvertretender Staatssekretär für Körperkultur und Sport „engstens mit der Erforschung und Anleitung des Dopings verbunden“ gewesen zu sein.
Er übernahm die Leitung der Anfang März 1961 ins Leben gerufenen Internationalen Sozialistischen Forschungsgemeinschaft, in die sich auch Vertreter Polens, Ungarns sowie der CSSR einbrachten.
1965 wurde unter Buggels und Günter Erbachs Leitung eine repräsentative Erhebung zum Freizeitverhalten der DDR-Bevölkerung durchgeführt und klammerten dabei den Leistungssport aus. Eine Erkenntnis der Untersuchung war, dass 30 Prozent der DDR-Bevölkerung zwischen 16 und 75 Jahren Sport, Spiel und Wandern als aktive Erholungsformen betrieben. Er trat der Ansicht einer Vernachlässigung des Volkssports in der DDR gegenüber dem Leistungssport entgegen. Buggel beschäftigte sich in der Forschung schwerpunktmäßig mit Sport und Touristik, der Entwicklung des Volkssports, mit sportlicher Betätigung im Verhältnis zu Geschlecht, Alter und Beruf, der staatlichen Förderung von Körperkultur und Sport in der DDR, aber auch dem Ski- und allgemein dem Wintersport.
1973 wurde Buggel mit dem Vaterländischen Verdienstorden in Silber ausgezeichnet.
Buggel arbeitete im Weltrat für Sport und Körpererziehung (ICSPE) beziehungsweise der Nachfolgeorganisation Weltrat für Sportwissenschaft und Körpererziehung (ICSSPE) mit und wurde später Ehrenmitglied des Verbandes.